# Nikola Vujčić
Nikola Vujčić (* 14. Juni 1978 in Vrgorac, SR Kroatien, Jugoslawien) ist ein kroatischer Basketballfunktionär und ehemaliger -spieler. Der 2,11 Meter große Vujčić wurde auf der Position des Centers eingesetzt.

## Karriere

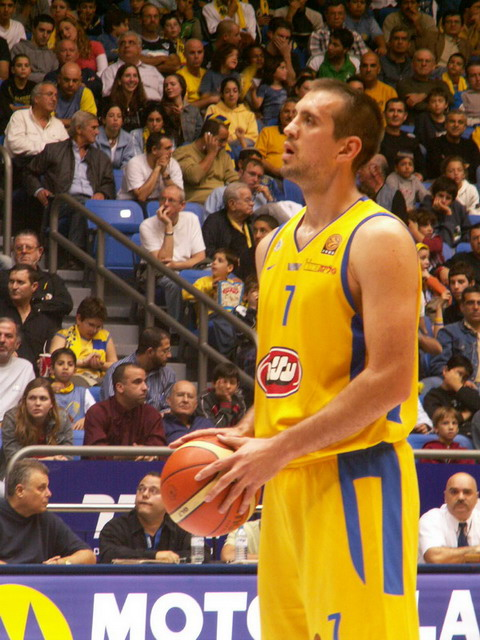
Vujčić als Spieler von Maccabi Tel Aviv

Vujčić spielte im Nachwuchs von KK Split und ab der Saison 1995/96 für die Herrenmannschaft. 2001 unterzeichnete Vujčić einen Vertrag bei Maccabi Tel Aviv, wurde aber vorerst an den französischen Erstligisten ASVEL Villeurbanne ausgeliehen. Mit Villeurbanne gewann Vujčić unter der Leitung von Trainer Bogdan Tanjević zum ersten Mal nach 21 Jahren für den Verein wieder die französische Meisterschaft, Vujčić erzielte im entscheidenden Spiel gegen Pau-Orthez den Siegtreffer. Er nahm ASVEL ebenfalls an der EuroLeague teil.
Von 2002 bis 2008 stand Vujčić im Maccabi-Aufgebot und gewann mit der Mannschaft 2004 und 2005 die EuroLeague, fünf israelische Meistertitel und viermal den Pokalwettbewerb. Am 3. November 2005 erreichte Vujčić als erster Spieler der 2000 gegründeten EuroLeague ein Triple-Double, als ihm in einer Begegnung gegen Prokom Trefl Sopot, die Maccabi mit 95:68 gewann, 11 Punkte, 12 Rebounds und 11 Korbvorlagen erreichte.
Im Juni 2008 verließ er Maccabi Tel Aviv und nahm ein Angebot der griechischen Spitzenmannschaft Olympiakos Piräus an. Er blieb bis 2010, dann schloss er sich Efes Pilsen Istanbul an.
2011 kehrte er nach Kroatien zurück, wo er wieder für KK Split spielte. Die EuroLeague nahm ihn in die Mannschaft des Jahrzehnts (2000 bis 2010) auf. Parallel zu seiner Spielerlaufbahn wurde er auch Manager von Split. Im Juni 2013 übernahm er das Manageramt bei Maccabi Tel Aviv.

### Nationalmannschaft
Mit der kroatischen Nationalmannschaft gewann Vujčić zwei Junioren-Europameisterschaften und nahm zudem an vier Herren-Europameisterschaften teil.

## Erfolge
- Französischer Meister: 2002
- Israelischer Meister: 2003, 2004, 2005, 2006, 2007
- Kroatischer Pokalsieger: 1997
- Israelischer Pokalsieger: 2003, 2004, 2005, 2006
- Griechischer Pokalsieger: 2010
- EuroLeague: 2004, 2005
- U18-Europameister: 1995
- U19-Europameister: 1996

## Auszeichnungen
- MVP der U18-Europameisterschaft: 1995
- All-EuroLeague First Team: 2005, 2006, 2007
- All-EuroLeague Second Team: 2003, 2004
- Teilnahme am kroatischen All-Star-Game: 1999, 2000
- Teilnahme am französischen All-Star-Game: 2002
- Teilnahmen am griechischen All-Star-Game: 2009
- Teilnahmen an Europameisterschaften: 1997, 1999, 2001, 2005